# 各年のカザフスタンの一覧

カザフスタンの国旗

各年のカザフスタンの一覧（かくねんのカザフスタンのいちらん）は、カザフスタンの各年ごとの記事の一覧。この一覧ではカザフスタンの各年ごとの記事の他、各世紀と各年代、カザフスタンの各分野における各年ごとの記事についても取り扱う。

## 一覧

### 20世紀
- 1990年代
  - 1996年のカザフスタン（英語版） 1999年のカザフスタン（英語版）

### 21世紀
- 2000年代
  - 2005年のカザフスタン（英語版）
- 2010年代
  - 2011年のカザフスタン（英語版） 2012年のカザフスタン（英語版） 2013年のカザフスタン（英語版） 2014年のカザフスタン（英語版）
  - 2015年のカザフスタン（英語版） 2016年のカザフスタン（英語版） 2017年のカザフスタン（英語版） 2018年のカザフスタン（英語版） 2019年のカザフスタン（英語版）
- 2020年代
  - 2020年のカザフスタン（英語版）